# 费利切·加斯佩里
费利切·加斯佩里（義大利語：Felice Gasperi，1903年12月26日—1982年5月23日），意大利男子足球运动员。他曾代表意大利国家队参加1928年夏季奥林匹克运动会足球比赛，获得一枚铜牌。